# Instytut Włókien Naturalnych i Roślin Zielarskich – Państwowy Instytut Badawczy
Instytut Włókien Naturalnych i Roślin Zielarskich – Państwowy Instytut Badawczy – jednostka naukowo-badawcza Ministerstwa Rolnictwa i Rozwoju Wsi, ustanowiona w 2008 r. poprzez połączenie Instytutu Roślin i Przetworów Zielarskich oraz Instytutu Włókien Naturalnych. Podstawowym celem Instytutu jest prowadzenia kompleksowych badań nad pozyskiwaniem i przerobem naturalnych surowców włóknistych oraz zielarskich. Powołanie Instytutu pozostawało w ścisłym związku z ustawą z 2008 r. o jednostkach naukowo-badawczych. 
W 2020 r. na podstawie rozporządzenia Rady Ministrów nadano Instytutowi status państwowego instytutu badawczego.
Nadzór nad Instytutem sprawuje minister właściwy do spraw rolnictwa.
Dyrektorem Instytutu w latach 2022–2024 był Rafał Spachacz. Następnie dyrektorem został Bogusław Czerny.

## Przedmiot działania Instytutu
Przedmiotem działalności Instytutu jest:
- prowadzenie badań naukowych i prac rozwojowych w obszarze roślin włóknistych, oleistych, energetycznych, zielarskich i włókien pochodzenia zwierzęcego, ze szczególnym uwzględnieniem hodowli, agrotechniki, nasiennictwa i przetwórstwa;
- prowadzenie badań dotyczących standaryzacji, normalizacji, certyfikacji oraz oceny jakości surowców i wyrobów;
- prowadzenie banku genów w zakresie roślin włóknistych, oleistych, zielarskich oraz prowadzenie ogrodu botanicznego roślin leczniczych;
- prowadzenie badań naukowych i prac rozwojowych dotyczących racjonalnej fitoterapii, z uwzględnieniem badań molekularnych podstaw działania substancji naturalnych zawartych w roślinach zielarskich, włóknistych i oleistych;
- prowadzenie badań nad opracowaniem strategii prewencji chorób cywilizacyjnych, ze szczególnym uwzględnieniem nutrigenomiki do osobniczej indywidualizacji dawkowania substancji naturalnych zawartych w roślinach zielarskich, włóknistych i oleistych;
- wdrażanie i upowszechnianie wyników badań naukowych, w szczególności przez szkolenia, publikacje i konferencje;
- wykonywanie ekspertyz, monitoringu, konsultacji i doradztwa branżowego dla władz państwowych, samorządowych oraz organizacji gospodarczych;
- prowadzenie współpracy krajowej i międzynarodowej z jednostkami naukowymi, podmiotami gospodarczymi oraz innymi instytucjami;
- prowadzenie działalności wydawniczej, ochrony własności patentowej oraz informacji naukowo-technicznej i ekonomicznej;

- prowadzenie działalności gospodarczej i usługowej dotyczącej produkcji oraz przetwórstwa surowców rolniczych, w tym rozwiązań innowacyjnych.

Do zadań Instytutu szczególnie ważnych dla planowania i realizacji polityki państwa, których wykonywanie jest niezbędne do zapewnienia bezpieczeństwa publicznego, gospodarki żywnościowej, ochrony środowiska, oraz poprawy jakości życia obywateli, wykonywanych w sposób ciągły należy:
- hodowla i nasiennictwo roślin uprawnych;
- ochrona roślin;
- kreowanie zrównoważonego rozwoju rolnictwa na obszarach górskich i podgórskich, uwzględniając monitoring uwarunkowań produkcji zwierzęcej na terenach górskich oraz opracowanie metod jej optymalizacji.

## Finansowanie Instytutu
Źródłem finansowania zadań Instytutu są środki finansowe:
- uzyskane z przychodów własnych w związku z prowadzoną działalnością, w szczególności badawczo-rozwojową oraz gospodarczą;
- pochodzące z subwencji i dotacji uzyskiwanych na zasadach określonych w  ustawie 2018 r. - Prawo o szkolnictwie wyższym i nauce   lub dotacji celowych uzyskiwanych na zasadach określonych w ustawie z   2010 r. o instytutach badawczych[5][6];
- z realizacji projektów finansowanych przez Narodowe Centrum Badań i Rozwoju oraz Narodowe Centrum Nauki;
- pozyskiwane na realizację projektów finansowanych z udziałem środków pochodzących z budżetu Unii Europejskiej oraz z innych źródeł zagranicznych;
- uzyskiwane z innych źródeł.